# Tahaa

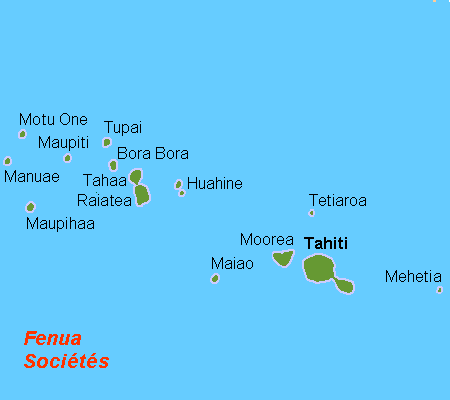
Översiktskarta

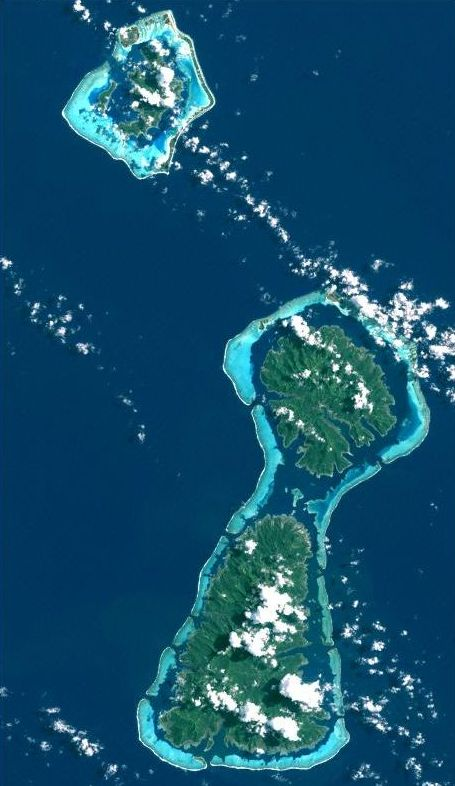
Tahaa i mitten

Tahaa (franska île Tahaa, tidigare Uporu) är en ö i Franska Polynesien i Stilla havet.

## Geografi
Tahaa ligger i ögruppen Sällskapsöarna och ligger ca 200 km nordöst om Tahiti. Ön har en area om ca 88 km² och har ca 4.400 invånare, huvudorten heter Patio med ca 2.000 invånare. Högsta höjden är den utslocknade vulkanen Mont Ohiri med ca 600 m ö.h. och ön omges av ett rev där även Raiatea ligger i lagunen innanför.

## Historia
Tahaa beboddes troligen av polynesier redan på 900-talet. Ön upptäcktes av brittiske James Cook 1769. Bora Bora erövrade ön 1770 och av Raiatea 1818. 1822 inleddes övergången till kristendom när den engelske pastorn Robert Bourne anlände till ön.
Ön blev ett franskt protektorat 1888 som övriga öar i området men införlivades först 1897 i området. 1903 införlivades ön tillsammans med övriga öar inom Franska Polynesien i det nyskapade Établissements Français de l'Océanie (Franska Oceanien).